# Тефтелев, Евгений Николаевич
Евге́ний Никола́евич Те́фтелев (род. 1 января 1955, Карталы, Челябинская область) — российский государственный деятель, заместитель губернатора Челябинской области (2018—2019), глава Магнитогорска (2010—2014) и Челябинска (2014—2018). Кандидат технических наук (2005).
Действия Евгения Тефтелева при руководстве Челябинска привели к резкому упадку города и деградации большинства отраслей жизнедеятельности города: социальная обстановка, транспорт, экология и общее благоустройство . Политическая карьера Тефтелева закончилась обнаружением его коррупционной деятельности, за получение взятки он был приговорён к тюремному заключению . Освобождён из колонии-поселения 24 марта 2023 года.

## Биография
Евгений Николаевич Тефтелев родился 1 января 1955 года в семье служащих в городе Карталы Полтавского района Челябинской области, ныне город — административный центр Карталинского района той же области.
В 1977 году окончил Магнитогорский горно-металлургический институт имени Г. И. Носова, специальность: «Механическое оборудование заводов черной металлургии».
С октября по ноябрь 1977 года — младший научный сотрудник научно-исследовательского сектора Магнитогорского горно-металлургического института им. Г.И. Носова.
С ноября 1977 по август 1982 года работал в аппарате Ленинского районного комитета ВЛКСМ города Магнитогорска: заместитель по организационной работе комитета комсомола Магнитогорского горно-металлургического института имени Г. И. Носова; заведующий организационным отделом; второй секретарь РК ВЛКСМ; первый секретарь Ленинского РК ВЛКСМ.
С августа 1982 года по июнь 1985 года заведующий организационным отделом Ленинского районного комитета КПСС.
С июня 1985 года по октябрь 1996 года работал на Магнитогорском метизно-металлургическом заводе, где занимал должности заместителя начальника холодно-прессового цеха, начальника холодно-прессового цеха, с марта 1989 года председателя профкома завода. С декабря 1991 года — заместитель директора завода по экономическим и коммерческим вопросам; заместитель генерального директора завода по экономическим вопросам; заместитель генерального директора — директор по экономике и финансам; заместитель генерального директора по экономике и финансам.
С октября 1996 года по май 1998 год работал директором  по экономике и финансам, затем президентом Магнитогорской биржи «Магби».
В 1996 году окончил Магнитогорскую государственную горно-металлургическая академию имени Г. И. Носова, специальность: «Экономика и управление на предприятии».
С мая 1998 года по май 2002 года был председателем совета директоров ОАО «Метизно-металлургический завод».
С июня 2002 года перешёл на государственную службу, по июль 2003 года был председателем комитет по промышленности в правительстве Челябинской области.
С июля 2003 года по июнь 2004 года занимал пост начальника главного управления промышленности и природных ресурсов Челябинской области.
18 ноября 2004 года вступил во Всероссийскую политическую партию «Единая Россия».
С 21 июня 2004 года по 14 октября 2009 года работал в должности министра промышленности и природных ресурсов Челябинской области.
В 2005 году защитил диссертацию на соискание ученой степени кандидата технических наук по теме «Совершенствование процессов холодной штамповки стержневых крепежных изделий с целью ресурсосбережения» (научный руководитель профессор Олег Сергеевич Железков).
Несмотря на то, что Евгений Тефтелев родился в Карталах, сам он считает себя магнитогорцем и во время работы в Челябинске старался приезжать в родной город.

## Политическая деятельность

### Глава города Магнитогорска
С 16 октября 2009 года Евгений Тефтелев занял пост заместитель главы города Магнитогорска (по имуществу и правовым вопросам).
С 28 октября 2009 года исполнял обязанности главы Магнитогорска, а с 17 марта 2010 года Евгений Николаевич занял данный пост.
В 2013 году в Магнитогорске была начата реализация проекта «Магнитогорск — музей городов Европы и Азии под открытым небом», в рамках которого художники из Европы и Азии рисовали граффити на стенах домов. Данный проект призван отразить уникальность культурного наследия стран Евразии.
Одним из ключевых аспектов деятельности Тефтелева на посту мэра Магнитогорска стало строительство нового жилья, начиная с 2010 года количество вводимого в эксплуатацию жилья увеличивалось, достигнув в 2013 году отметки в 180 тысяч квадратных метров. Также в Магнитогорске активно проходила «дорожная революция», многие важнейшие городские перекрестки были модернизированы, а дороги отремонтированы.
В 2011 году Магнитогорск стал одним из самых благоустроенных городов Российской Федерации, согласно конкурсу проводимому Росстроем.
После назначения Бориса Александровича Дубровского исполняющим обязанности губернатора Челябинской области, Евгений Тефтелев был назначен вице-губернатором на общественных началах. Вследствие чего традиционное аппаратное совещание в мэрии Магнитогорска, традиционно проводимое по понедельникам, было перенесено на пятницу. По мнению самого Тефтелева, данное назначение повышает статус города Магнитогорска.
Тефтелева характеризуют как принципиального руководителя и опытного хозяйственника, а среди основных отличий Магнитогорска от Челябинска в период руководства Тефтелева называют лучшее благоустройство и эффективную работу городского транспорта. Обозреватели отмечают особенную экономность Евгения Тефтелева в бюджетной политике, в частности мэр не позволял крупных трат на организацию праздников.
Магнитогорский журналист, редактор популярного информагентства «Верстов. Инфо» Павел Верстов, отмечает, что во время работы Тефтелева расходы на содержание парков и скверов были урезаны и перенаправлены на другие нужды.
Южноуральский политолог Алексей Ширинкин считает, что Тефтелев человек из команды нового губернатора области Бориса Дубровского, но в то же время и человек не чужой для Челябинска. Другой челябинский политолог Александр Подопригора отмечает, что Тефтелев хорошо знает Челябинск, его производства и местную бизнес-элиту, кроме того личные качества Евгения Николаевича, считает политолог, позволят ему в нужный момент стать «антикризисным менеджером».
После своего избрания главой администрации города Челябинска на пост главы администрации города Магнитогорска Евгений Тефтелев рекомендовал заместителя генерального директора ОАО «ММК» по коммерческим вопросам Виталия Бахметьева.

### Глава администрации Челябинска
8 декабря 2014 года глава администрации Челябинска Сергей Давыдов написал заявление об уходе со своего поста, в тот же день Евгений Тефтелев подал документы для участия в конкурсе на пост главы администрации города Челябинска.
17 декабря 2014 года специальная конкурсная комиссия рекомендовала назначить Тефтелева на пост главы администрации города Челябинска. 23 декабря 2014 года Евгений Николаевич Тефтелев был утвержден на пост главы администрации депутатами Челябинской городской думы единогласно, из 46 депутатов только один воздержался, а все остальные поддержали кандидатуру Тефтелева.
Сам Евгений Тефтелев заявил, что свои первоочередные задачи на посту главы администрации он видит в области городского хозяйства, уборки улиц, работы городского транспорта, а также в расселении из ветхо-аварийного жилья.
В мае 2015 года прокуратура Калининского района внесла представление главе администрации Челябинска за плохое состояние дорожного покрытия в Калининском районе.
В сентябре 2018 года прокурор Челябинска внёс представление главе города Евгению Тефтелеву с требованием принять неотложные меры по решению вопроса с вывозом мусорных отходов с дворовых контейнерных площадок, а в октябре 2018 года прокуратура Челябинска потребовала от главы города Евгения Тефтелева прекратить уплотнительную застройку. Ведомство установило, что застройка ведётся без учёта необходимого строительства объектов соцназначения – детсадов, школ и поликлиник. Тем самым, нарушаются права граждан на благоприятные условия жизни.

#### Экология
В рейтинге экологического управления городов России за 2017 год, составленном министерством природных ресурсов и экологии РФ, Челябинск занял 34 место из 103, при этом, согласно докладу министерства, Челябинск входит в число 19-ти самых грязных городов. Спецпредставитель Президента РФ по вопросам природоохранной деятельности, экологии и транспорта Сергей Иванов заявил, что Челябинск является неблагоприятным для проживания городом из-за загрязнения атмосферы. Член Совета по правам человека при Президенте РФ Иван Засурский, посетивший Челябинск в феврале 2018 года, заявил, что «Челябинск — это город с самым сильным запахом в России, в Челябинске вообще нельзя жить». В экологическом рейтинге общественной организации «Зеленый патруль» Челябинская область в 2016—2019 годах постоянно занимает предпоследнее или последнее место среди регионов России.
Согласно исследованию академии при Президенте РФ 2017 года, 93% жителей города считают, что воздух загрязнён. Из-за критической ситуации с загрязнёностью воздуха Челябинск стал объектом интернет-мемов и шуток, в которых задевается тема смога и воздуха, а в Twitter город получил собственный хештег «#челябинскдыши».
В отчётах Росгидромета и министерства экологии Челябинской области за 2017 год отмечено, что уровень загрязнения воздуха в городе — высокий. В воздухе над Челябинском наблюдается систематическое превышение норм по бензпирену. Периодически фиксируется превышение норм диоксида азота, оксида углерода, формальдегида, фенола, фторида водорода, сероводорода, аммиака и взвешенных веществ. 41% дней (150 из 365) в 2017 году сопровождалась неблагоприятными метеоусловиями (НМУ). С 2012 по 2017 год ситуация значительно ухудшилась, так как в 2012 году было всего 70 дней с режимом НМУ. НМУ возникают при штиле и слабом ветре, благодаря которым идёт скопление выбросов в нижнем слое атмосферы.

#### Дорожная инфраструктура
Дорожная сеть Челябинска во времена правления Тефтелева находилась в крайне неудовлетворительном, критическом и обветшалом состоянии, так как содержание и ремонт дорог систематически сопровождаются коррупционными делами, нарушением технологических норм, а также отсутствием уборки. Треть аварий в городе происходит из-за плохого качества дорог. 816 аварий в 2015 году произошло из-за ям, а сам Челябинск, по данным компании «АльфаСтрахование» занимает 8 место среди российских городов по аварийности.
Челябинские дороги были подвергнуты резкой критике премьер-министром России Дмитрием Медведевым. Также дороги Челябинска были названы Общероссийским народным фронтом одними из самых худших и опасных в стране. Крайне низкое качество дорожной инфраструктуры Челябинска постоянно подвергается критике со стороны известных гостей города, в частности, тележурналист Владимир Соловьев и музыкант Баста заявили, что в Челябинске самые плохие дороги в стране. Из-за разбитых дорог Челябинска главе города Евгению Тефтелеву прокуратурой было внесено представление. Евгений Тефтелев и губернатор области Борис Дубровский соглашаются с тем, что городская дорожная сеть находится в крайне неудовлетворительном и обветшалом состоянии. В связи с неудовлетворительной дорожной инфраструктурой в Челябинске проходят митинги против плохих дорог. Из-за критического состояния дорожной инфраструктуры и отсутствия адекватных действий на исправление этой проблемы, жители города в некоторых случаях ремонтируют дороги собственными силами.

#### Общественный транспорт
Электротранспорт из-за бездействия Тефтелева стал запредельно изношен, так как 97 % трамваев и 90 % троллейбусов выработали свой срок и подлежат списанию, также изношены трамвайные пути, а контактная электросеть требует ремонта. Автобусная система работала нестабильно из-за финансовых проблем, вследствие происходит постоянное сокращение автобусных маршрутов и увеличение интервала у некоторых маршрутов. В связи с плачевным состоянием муниципального транспорта, доля частных перевозок (маршрутные такси) к 2018 году составляет 70 %, а многократные планы городской власти в 2015—2018 годах по решению проблем общественного транспорта и доведения доли муниципальных перевозок с 30 % до 50 % были провалены. В марте 2019 года начальник управления транспорта Челябинск Максим Кичеев признал развал общественного транспорта, заявив, что «мы прекрасно понимаем, что наш транспорт, мягко говоря, не соответствует требованиям — его, можно сказать, вообще на сегодняшний день нет».

#### Городское благоустройство
Благоустройство и внешний облик Челябинска при Тефтелеве находились в крайне запущенном состоянии, что подчёркивали местные жители и гости города. Критику горожан по поводу благоустройства бывший глава Челябинска Евгений Тефтелев считал справедливой, а бывший губернатор области Борис Дубровский заявлял, что его задевают неприятные отзывы о городе, делая при этом определённые выводы. 25 марта 2019 года исполняющий обязанности губернатора области Алексей Текслер, назначенный на должность неделей ранее, в ходе ознакомительного посещения Челябинска раскритиковал администрацию города за отсутствие благоустройства и поставил «двойку» местным властям.
Весной город оказывалсяпод грязью и большими лужами, так как снег с городских улиц не убирался, либо делается видимость его уборки. В обиход челябинцев вошли юмористические выражения «Тефтелевы кучи» и «Дубровские холмы» по фамилии бывших главы города и области соответственно, обозначающие неубранный снег из-за бездействия властей. Затопленными грязью и лужами оказываются улицы города и подъезды к микрорайонам, что вынуждает жителей рассказывать о проблеме в видеороликах. Летом Челябинск, по событиям последних лет, систематически оказывается затопленным из-за обычных дождей. Причиной постоянных затоплений являются недоделанная или непрочищенная ливневая канализация, либо их отсутствие в новых микрорайонах. Жители Челябинска вынуждены терпеть значительные неудобства, так как затопленными оказываются подходы к поликлиникам, важные городские магистрали, а также целые микрорайоны.
Кинорежиссёр Александр Сокуров назвал Челябинск «неухоженным» городом, отметив безликость и почти полное отсутствие деревьев. Тележурналист Владимир Соловьев назвал Челябинск «зоной экологического бедствия», подчеркнув проблемы с экологией и грязь в городе. Музыкант Баста назвал Челябинск неудобным, подчеркнув проблемы с экологией, разрушенными дорогами и архитектурную деградацию города. Скудность челябинской архитектуры отметил и художник Михаил Шемякин. Блогер Илья Варламов подвергнул критике неухоженный центр города и отсутствие инфраструктуры для пешеходов. Тележурналист Тимофей Баженов предлагал снять в Челябинске фильм ужасов без декораций, подчеркнув, что в географическом центре размещена помойка.

#### Социальная напряжённость
Атмосфера в Челябинске при Тефтелеве складывалась депрессивная. Уровень протестных настроений в Челябинске за 2015 год увеличился на 59 %, а сама Челябинская область, по анализу Комитета гражданских инициатив, входит в десятку регионов-лидеров протестной активности. Согласно исследованию РАНХиГС, лишь 23 % челябинцев полностью довольны жизнью в Челябинске, в то время как 21 % жителей не устраивает жизнь в городе, а не испытывают чувств к городу, которых 20 %, в основном пенсионеры, утверждающие, что «денег хватает только на питание». По результатам опроса сайта недвижимости N1.ru, 68 % челябинцев задумываются о смене места жительства, 80 % из которых назвали экологическую обстановку как причину переезда. Известный уроженец Челябинска — хоккеист Евгений Кузнецов соглашается с тем, что ситуация в городе складывается неблагоприятная.
Из Челябинска увеличивался перевод бизнесов предпринимателями в другие регионы из-за высоких налоговых ставок и давления властных структур, подчёркивали представители Союза промышленников и предпринимателей. Увеличиваются и продажи бизнесов от предпринимателей и недвижимости от обычных жителей в связи с тем, что многие состоятельные жители города уезжают в более экономически развитые и благоустроенные города. Самые популярные направления переезда челябинцев — Сочи, Краснодарский край, Москва и Московская область, Крым, Тюмень, Казань, Нижний Новгород и Санкт-Петербург. Основные причины переезда — неблагоприятная экологическая обстановка, неудовлетворительная экономическая ситуация, общая деградация инфраструктуры и благоустройства города, а также невысокая заработная плата и отсутствие карьерных перспектив. В рейтинге привлекательности городской среды проживания, составленном российским союзом инженеров, Челябинск занимает лишь 77 место. По мнению общественников города, Челябинск представляется промышленным и криминальным городом в связи с отсутствием маркетинговой стратегии и выделенных преимуществ у города. Челябинск является одним из самых криминальных городов России, входя в десятку этого рейтинга.
По данным компании интернет-рекрутмента HeadHunter, Челябинск являлся одним из наименее привлекательных городов УрФО для переезда ради работы, опередив только Пермь и Курган. Согласно исследованию другого рекрутингового портала Superjob, Челябинск характеризуется высокой долей людей, стремящихся покинуть город, а сам город не попал в число городов, привлекательных для трудовой миграции, заняв лишь 21 место. Переезжают в Челябинск лишь жители ещё более депрессивных мест — из Челябинской, Курганской и Оренбургской областей, а также мигранты из среднеазиатских стран и беженцы из затронутых войной районов Донбасса.
Челябинск входил в десятку самых криминальных городов России. В 2016 году в Челябинске было совершено 24,3 тыс. преступлений (2 тыс. на 100 тыс. населения), что выше общероссийского показателя (1,6 тыс.) на 25 %, в том числе 106 убийств. Доля тяжких и особо тяжких преступлений составляет 25,3 % от общего количества преступлений. Эффективность раскрытия преступлений составляет 46,5 %.

### Вице-губернатор
После событий осени 2018 года, в ноябре после досрочной отставки по собственному желанию, Тефтелев был назначен на должность заместителя губернатора Челябинской области. В апреле 2019 года, назначенный в марте ВрИО губернатора области Алексей Текслер уволил его с этой должности, сама должность заместителя губернатора Челябинской области при этом была упразднена, а вместо неё введена новая должность первого заместителя губернатора Челябинской области.

### Уголовное дело
11 декабря 2019 года Евгений Тефтелев был задержан ФСБ по подозрению в получении взятки от депутата городской думы Челябинска Сергея Селещука. На следующий день Центральный районный суд Челябинска отправил экс-мэра в СИЗО на два месяца. Адвокаты Тефтелева попытались обжаловать приговор суда об отправлении под стражу, заменив его домашним арестом ввиду возраста, хронических заболеваний и заслуг. Однако их попытки не увенчались успехом.
28 октября 2020 года суд назначил наказание в виде 3 лет лишения свободы в колонии строгого режима, штрафа в размере 37,5 миллиона рублей и лишения права занимать должности государственной и муниципальной службы на срок 3 года  Евгению Тефтелеву, обвиняемому в получении взятки в 2,5 миллиона рублей.
До августа 2022 года находился в следственном изоляторе № 1 города Челябинска. Затем ему смягчили режим пребывания и этапировали в колонию-поселение при колонии строгого режима № 10 города Кыштыма (Челябинская область).
24 марта 2023 года освобождён из колонии-поселения.

## Награды
- Медаль ордена «За заслуги перед Отечеством» I степени, 3 февраля 2015 года[117] (Лишен по решению суда 28.10.2020 г.) [115]
- Медаль ордена «За заслуги перед Отечеством» II степени, 21 сентября 2002 года[118] (Лишен по решению суда 28.10.2020 г.) [115]
- Благодарность Президента Российской Федерации (2 марта 2012) — за активную работу по социальной поддержке ветеранов и патриотическому воспитанию молодежи
- Лауреат премии Правительства Российской Федерации в области науки и техники за 1999 и 2000 годы

## Семья
- Жена Ольга Ивановна (июнь 1954 — 15 мая 2019)[119].
  - Сын Иван, с  июня 2023 года — генеральный директор ООО «Машзавод «РИВС», г. Учалы, Республика Башкортостан.